# Акимо-Анненка
Аки́мо-А́нненка (рос. Акимо-Анненка) — присілок у складі Тяжинського округу Кемеровської області, Росія.

## Населення
Населення — 439 осіб (2010; 599 у 2002).
Національний склад (станом на 2002 рік):
- росіяни — 96 %